# 斯卡尼阿特勒斯 (紐約州村)
斯卡尼阿特勒斯（英語：Skaneateles）是位於美國紐約州奧農達加縣的村。

## 人口
根據2020年美國人口普查的數據，斯卡尼阿特勒斯的面積為4.51平方千米，當中陸地面積為3.69平方千米，而水域面積為0.82平方千米。當地共有人口2533人，而人口密度為每平方千米562人。